# XXVI secolo a.C.
Il XXVI secolo a.C. (ventiseiesimo secolo avanti Cristo) è il secolo che inizia nell'anno 2600 a.C. e termina nell'anno 2501 a.C. incluso.

## Avvenimenti

### Mesopotamia, Penisola arabica, Persia e India
- c. 2600 a.C.
  - Presunto insediamento della II dinastia di Kish
  - Primi insediamenti di Accadi (di origine semitica) in Alta Mesopotamia, provenienti dai monti Zagros o dal deserto arabico
  - Rapporti commerciali fra Sumeri e Cultura Dilmun (Bahrain), Cultura Meluhha (India) e Cultura Magan (Oman)
- c. 2596 a.C. - circa, En-Nun-Tarah-Ana mitico 9º Re sumero di Uruk - I dinastia di Uruk
- c. 2588 a.C. - circa, Mesh-He sale al trono di Uruk.
- c. 2552 a.C.
  - Mesannepada Mitico 1º Re sumero di Ur - Fondatore della I Dinastia di Ur
  - Melem-Ana Mitico 11º Re sumero di Uruk
  - Fine dell'egemonia du Uruk: Egemonia di Ur
- c. 2550 a.C. - Ilshu Primo Re di Mari
- c. 2546 a.C. - Lugal-Kitun Mitico 12° e Ultimo Re sumero di Uruk (fino al 2510 a.C.)
- c. 2525 a.C. - Puabi Mitica 2ª Regina/Sacerdotessa sumera di Ur
- c. 2510 a.C. - Fine della I Dinastia di Uruk

### Antico Egitto
- c. 2594 a.C. - Costruzione delle piramidi di Dahshur
- c. 2579 a.C. - Medjedu (Cheope) 22° faraone - IV Dinastia
- c. 2556 a.C. - Kheper (Djedefra) 23° faraone - IV Dinastia
- c. 2547 a.C. - Userib (Chefren) 24° faraone - IV Dinastia
- c. 2521 a.C. - Baka (Egitto) presunto 25° faraone? - IV Dinastia
- c. 2514 a.C. - Kakhet (Micerino) 26° faraone - IV Dinastia

### Grecia e Asia minore
- c. 2600 a.C. - Periodo di Troia II, fino al 2250 a.C.  - distruzione di Troia per un incendio- Piccola città con mura caratterizzate da porte enormi, presenza del mégaron (palazzo reale) e case in mattoni crudi che recano segni di distruzione da incendio, che Schliemann suppose potessero riferirsi ai resti della reggia di Priamo rasa al suolo dagli Achei

### Cina
- c. 2600 a.C. -secondo la tradizione, il mitico Imperatore Huang Di batte Chi You nella battaglia per il controllo della valle di Huang He.
- c. 2599 a.C. - secondo la tradizione, muore il 1º imperatore della Cina, il mitico Huang Di.
- c. 2597 a.C. - Sale al trono in Cina il mitico Shaohao, il 2° dei 5 imperatori (2597-2514 a.C.)
- c. 2514 a.C. - Sale al trono in Cina il mitico Zhuanxu, il 3° dei 5 imperatori

## Personaggi
- La-Ba'shum, lugal di Uruk.
- En-Nun-Tarah-Ana, lugal di Uruk
- Cheope
- Chefren
- Micerino

## Innovazioni, scoperte, opere
- c. 2594 a.C. - Costruzione delle piramidi di Dahshur
- c. 2570 a.C. - Costruzione della Piramide di Cheope
- c. 2550 a.C. - Costruzione della Sfinge di Giza
- c. 2547 a.C. - Costruzione della Piramide di Chefren
- c. 2510 a.C. - Costruzione della Piramide di Micerino